# Hypericum musadoganii
Hypericum musadoganii är en johannesörtsväxtart som beskrevs av Yild.. Hypericum musadoganii ingår i släktet johannesörter, och familjen johannesörtsväxter. Inga underarter finns listade i Catalogue of Life.